# Перша футбольна ліга (Англія)
Перша футбольна ліга (англ. Football League One), також відома просто як Перша ліга, або зі спонсорських причин як Перша футбольна ліга Sky bet, є другим дивізіоном Футбольної ліги і третім дивізіоном взагалі в системі футбольних ліг Англії.

## Структура
У цьому дивізіоні грають 24 клуби. Клуби грають між собою двічі. За перемогу нараховується три очки, за нічию - одне, за поразку - жодного. Наприкінці сезону визначається підсумкова турнірна таблиця Ліги, яка базується на наступних критеріях у такому порядку: набрані очки, різниця м'ячів, забиті м'ячі, сукупність результатів між двома або більше клубами (ранжування за попередніми трьома критеріями), більшість виграних матчів, більшість забитих м'ячів на виїзді, найменша кількість «штрафних очок» за отриманими жовтими та червоними картками, а також найменша кількість червоних карток за певні правопорушення. Якщо дві або більше команд все ще мають однакову кількість очок після розгляду всіх цих критеріїв, вони поділять між собою вище місце. Єдиний виняток - якщо команди з однаковою кількістю очок поділять між собою 2-е і 3-е, 6-е і 7-е або 20-е і 21-е місце, в такому випадку між клубами з однаковою кількістю очок буде призначено один або два матчі плей-оф].
Наприкінці кожного сезону два найкращі клуби разом з переможцем плей-оф між клубами, що посіли місця з третього по шосте, підвищуються в класі до Чемпіонату EFL і замінюються трьома клубами, що посіли останні місця в цьому дивізіоні.
Аналогічно, чотири клуби, які посіли останні місця в Першій лізі EFL, вилітають до Другої ліги EFL і замінюються трьома кращими клубами та клубом, який виграв плей-оф між клубами, що посіли четверте-сьоме місця в цьому дивізіоні.